# Munggu (Sungai Selan)
Munggu is een bestuurslaag in het regentschap Bangka Tengah van de provincie Bangka-Belitung, Indonesië. Munggu telt 2196 inwoners (volkstelling 2010).